# Родионово (Коми)
Родионово— деревня в муниципальном районе «Печора» Республики Коми. Входит в городское поселение Кожва.

## Географическое положение
Деревня находится примерно в 29 км от города Печора, вниз по течению реки Печора на её левом берегу.

## Климат
Населенный пункт расположен в умеренно-континентальном климатическом поясе. Для территории характерно короткое и умеренно-холодное лето, зима многоснежная, продолжительная и умеренно-суровая. Климат формируется в условиях малого количества солнечной радиации зимой, под воздействием северных морей и интенсивного западного переноса воздушных масс. Вынос теплого морского воздуха, связанный с прохождением атлантических циклонов, и частые вторжения арктического воздуха с Северного Ледовитого океана придают погоде большую неустойчивость в течение всего года. Средняя температура января −19 °С, июля +16 °С.

## История
Деревня основана в марте 1898 г. крестьянином из д. Соколово Родионом Пастуховым. В 1904 г. — выселок Самоедский Ручей (Родионово). В 1905 г. — 1 двор, 14 жителей; в 1920 г. — 9 дворов, 45 жителей; в 1926 г. — 11 дворов, 70 жителей. В 1930-50 годы в деревне был колхоз «Путь к коммунизму».. С 1939 г. по 1951 г. работала начальная школа. С 1958 г. по 1962 г. работал медицинский пункт. К 1970 г. население уменьшилось до 29 чел., к 1979 г. — до 14 чел., но в последующее десятилетие возросло за счет приезжих (русских и татар). В 1989 г. здесь жили 106 чел. (93 муж., 13 жен.), из них 52 % русские, 30 % татары. В настоящее время в деревне ведется строительство дачных домов.

## Население
| 2010 |
| ---- |
| 1    |